# Hipira-kun
Hipira-kun (ヒピラくん?) è un libro illustrato in stile manga, nato dalla collaborazione fra Katsuhiro Ōtomo e Shinji Kimura. Protagonista dell'opera è un bambino-vampiro che risiede nella città di Salta, popolata da mostri e mai illuminata dal sole. Nel 2009 lo studio Sunrise ne ha prodotto un adattamento anime di dodici episodi.

## Trama
Hipira è un vampiro bambino sempre pronto a cacciarsi nei guai e a vivere ogni giorno un'avventura diversa. Nonostante la goffaggine e l'inesperienza - che gli impediscono di usare appieno i suoi poteri da non morto e lo penalizzano rispetto ai compagni di scuola - Hipira è infatti un ragazzino vivace e curioso. È proprio quest'ultima dote che gli permette di incontrare il suo futuro migliore amico: Soul, il fantasma incompleto. I due, ormai inseparabili, incontrano poi molti altri amici e personaggi unici e grotteschi.

## Personaggi

Hipira e Soul

Hipira ( ヒピラ ?)
Doppiato da: Yumiko Kobayashi
 Soul-kun  ( ソウルくん ?,  Sōrukun)
Doppiato da: Sayaka Ōhara
Fantasma e migliore amico di Hipira.
 Chorou  ( チョーロウ?,  Chōrou )
Doppiato da: Satoshi Shimada
Uno degli anziani di Salta
George  ( ゲオルゲ ?,  Georuge )
Doppiato da: Chihiro Suzuki
 Derucha ( デルチャ ?)
Doppiata da: Chiyako Shibahara
Elena  (エレナ ?,  Erena )
Doppiata da: Ayumi Fujimura

## Media

### Anime

#### Episodi
| Nº | Titolo italiano (traduzione letterale) Giapponese 「Kanji」 - Rōmaji                         | In onda          | In onda |
| Nº | Titolo italiano (traduzione letterale) Giapponese 「Kanji」 - Rōmaji                         | Giapponese       |         |
| 1  | Ecco Hipira.kun 「ヒピラくん登場の巻」 - hipira kun toujou no kan                            | 21 dicembre 2009 |         |
| 2  | La nascita di Soul 「ソウルくん誕生の」 - souru kun tanjou no                                | 21 dicembre 2009 |         |
| 3  | Chicchirichì 「コケコッコーの巻」 - kokekokkou no kan                                        | 22 dicembre 2009 |         |
| 4  | La fata della rosa selvatica 「no bara no sei no kan」 - no bara no sei no kan               | 22 dicembre 2009 |         |
| 5  | Il principe ranocchio 「カエル王子の巻」 - kaeru ouji no kan                                 | 23 dicembre 2009 |         |
| 6  | La scuola è divertente 「学校はたのしいの巻」 - gakkou hata no shii no kan                   | 23 dicembre 2009 |         |
| 7  | L'ultimo giorno di Salta 「サルタ最後の日？の巻」 - saruta saigo no nichi ? no kan           | 23 dicembre 2009 |         |
| 8  | Nuovi amici 「あたらしい友だちの巻」 - Atarashii tomodachi no kan                            | 24 dicembre 2009 |         |
| 9  | Il mondo d'Oltretomba 「地底世界の巻」 - chitei sekai no kan                                 | 24 dicembre 2009 |         |
| 10 | Witch Sketch - "La bozza della strega" 「ウィッチ・スケッチの巻」 - uicchi . sukecchi no kan | 25 dicembre 2009 |         |
| 11 | 「恐怖!ムンカー館の巻」 - kyoufu ! munkaa kan no kan                                         | 25 dicembre 2009 |         |
| 12 | 「赤い部屋の秘密の巻」                                                                       | 25 dicembre 2009 |         |